# غروبنيتسا
غروبنيتسا هي قرية تقع في إقليم ياش في رومانيا وبلغ عدد سكانها 3,356 في عام 2002م.